# Gerald Neugebauer
Gerald "Gerry" Neugebauer (Göttingen, 3 de setembro de 1932 -  Tucson, 26 de setembro de 2014) foi um astrônomo estadunidense nascido na Alemanha.

## Biografia
Gerald nasceu em Göttingen, em 1932. Filho de Otto Neugebauer, matemático e historiador austro-americano, e Grete Bruck, matemática que auxiliou o marido em várias pesquisas. Como Otto se recusou a assinar um juramento de lealdade ao regime nazista depois que Hitler chegou ao poder no ano seguinte, ele foi impedido de continuar trabalhando na Alemanha. A família se mudou para a Dinamarca em 1934, onde Gerald se tornou professor de matemática na Universidade de Copenhague. Em 1939, a família se mudou para os Estados Unidos, onde ele conseguiu um cargo de professor de matemática na Universidade Brown.
Gerald cresceu em Providence e mudou legalmente seu nome para Gerry quando era adolescente. Formou-se em 1954 na Cornell University. Em 1960 defendeu o doutorado pelo Instituto de Tecnologia da Califórnia (Caltech), com uma tese sobre a fotoprodução de pions negativos e positivos a partir do deutério, estudando com Robert L. Walker. Quando era estudante em Cornell, ele conheceu sua futura esposa, Marcia Neugebauer. Eles se casaram em 1956 e tiveram duas filhas, Carol e Lee. Marcia é uma proeminente física e geofísica do Jet Propulsion Laboratory (JPL), sendo a descobridora do vento solar.
Durante seu serviço militar com o Exército dos Estados Unidos, ele esteve no Jet Propulsion Laboratory e trabalhou para o Corpo de Artilharia até 1962. Ingressou no corpo docente do Instituto de Tecnologia da Califórnia em 1962 como professor assistente, tornando-se professor emérito em física em 1970. Recebeu a cadeira Professor Howard Hughes em 1985 e foi diretor da Divisão de Física, Matemática e Astronomia em 1988. Na época de sua morte, ele era o Professor de Física Robert Emerits Millikan, emérito e um membro adjunto do corpo docente do Steward Observatory da Universidade do Arizona. Foi diretor do Observatório Palomar de 1980 a 1994.

## Morte
Gerald morava em Tucson com a esposa e morreu em 26 de setembro de 2014 em sua casa devido a uma ataxia espinocerebelar.

## Prêmios
- 1986 Prêmio Rumford
- 1996 Henry Norris Russell Lectureship
- 1998 Medalha Herschel
- 2010 Medalha Bruce